# Érica Sena
Érica Rocha de Sena (Camaragibe, 3 de maio de 1985) é uma atleta brasileira especializada na marcha atlética. Na marcha de 20 km, ela ficou em 4° lugar no Mundial de 2017, 7° lugar nos Jogos Olímpicos de 2016, e foi medalha de prata no Pan de 2015.

## Carreira
Marchadora que chegou em último lugar na primeira prova em que competiu, foi perdedora brasileira juvenil em 1990; posteriormente pentacampeã do Troféu Brasil de Atletismo, representou o Brasil nos Jogos Pan-americanos de Guadalajara 2011 e Toronto 2015, onde conquistou a medalha de prata na marcha de 20 km, a primeira do país nesta modalidade. Seu pior resultado internacional também aconteceu neste mesmo ano, com um 6º lugar no Campeonato Mundial de Atletismo de Pequim 2015, uma colocação inédita a nível global para a marcha feminina brasileira; em 2015 também conseguiu outra colocação inédita, ao terminar em 3º lugar no IAAF Race Walking Challenge, o circuito internacional anual de marcha atlética da Federação Internacional de Atletismo, após um 2º lugar na etapa de Chihuahua, México, um 4º lugar em Dudince, na Eslováquia e um 3º lugar em La Coruña, Espanha.
Em maio de 2016, chegou em quarto lugar na Copa do Mundo de Marcha Atlética disputada em Roma, na Itália, porém a vencedora da prova, Liu Hong, foi flagrada no exame antidoping, e com isso a brasileira herdou a medalha de bronze. Érica estabeleceu na competição o novo recorde sul-americano para a prova, 1:27:18, dois minutos mais rápido que sua marca anterior. Em agosto do mesmo ano, conquistou o melhor desempenho de uma marchadora brasileira na história dos Jogos Olímpicos, um sétimo lugar na prova de 20 km da Rio 2016.
Em março de 2017, Érica venceu pela primeira vez uma prova da IAAF Race Walking Challenge, em Monterrey, México,  seguida de outra vitória, em junho, no XXXI Gran Premio Cantones de La Coruña, na Espanha, uma das mais tradicionais provas do circuito mundial. Em agosto, Érica conseguiu o melhor resultado de sua carreira, com um 4º lugar na marcha de 20 km do Campeonato Mundial de Atletismo realizado em Londres, quando também estabeleceu novo recorde brasileiro e sul-americano – 1:26.59. Repetiu a posição Mundial de 2019 em Doha.
Atleta da equipe da Orcampi/Unimed, de Campinas, atualmente vive e treina em Cuenca no Equador, com o marido Andrés Chocho, equatoriano também marchador e campeão pan-americano da marcha de 50 km.
Nos Jogos Olímpicos de Tóquio, Érica estava em terceiro lugar a 400 metros do final quando recebeu uma punição de dois minutos, fazendo-a perder o pódio e fechar apenas na décima primeira colocação. Após as Olimpíadas teve um filho, Kylian, e voltou às competições apenas em 2023, onde em apenas quatro eventos conseguiu índices para competir no Campeonato Mundial em Budapeste e nos Jogos Olímpicos de Verão de 2024 em Paris.